# L'arma del delitto
L'arma del delitto (The Weapon) è un film del 1956 diretto da Val Guest e Hal E. Chester.
È un film thriller britannico con Steve Cochran, Lizabeth Scott e Herbert Marshall.

## Trama
Dopo aver trovato una pistola e aver sparato per sbaglio a un amico, un ragazzo in preda al panico deve fuggire da un poliziotto e da un killer legato all'arma.

## Produzione
Il film, diretto da Val Guest e Hal E. Chester su una sceneggiatura dello stesso Chester e di Fred Freiberger, fu prodotto da Frank Bevis e da Chester per la Periclean Productions e girato da inizio novembre a inizio dicembre 1955 a Londra.

## Distribuzione
Il film fu distribuito con il titolo The Weapon nel Regno Unito nel 1956 al cinema dalla Eros Films.
Altre distribuzioni:
- negli Stati Uniti il 17 maggio 1957
- in Germania Ovest nel 1958 (Im Schatten der Angst)
- in Svezia il 10 marzo 1958 (Mordvapnet)
- in Danimarca il 23 giugno 1958 (Efterlyst)
- in Spagna l'8 giugno 1959 (Madrid)
- in Finlandia il 26 maggio 1961 (Ase)
- in Italia (L'arma del delitto)
- in Brasile (O Seu Primeiro Crime)
- in Grecia (To kynigi tou oplou)